# Alois Zdráhal
Alois Zdráhal (24. ledna 1857 Praha – 2. ledna 1938 Louny) byl český matematik a učitel.

## Život
Alois Zdráhal byl středoškolským profesorem matematiky a deskriptivní geometrie na reálných školách v Praze, Pardubicích a Hradci Králové. Později byl také ředitelem reálky v Lounech. Byl autorem několika učebnic pro střední školy. Populární byla jeho sbírka příkladů z analytické geometrie. Přispíval do Časopisu pro pěstování matematiky.